# ورنيشة فوردية
الورنيشة الفوردية (الاسم العلمي:Vernicia fordii) هي نوع من النباتات تتبع جنس الورنيشة من الفصيلة الفربيونية.